# Jamison Brewer
Pour les articles homonymes, voir Brewer.
Jamison Brewer, né le 19 novembre 1980 à East Point en Géorgie, est un joueur américain de basket-ball. Il évolue au poste de meneur.

## Records sur une rencontre en NBA
Les records personnels de Jamison Brewer en NBA sont les suivants, :
| Type de statistique        | Saison régulière | Saison régulière            | Saison régulière | Playoffs | Playoffs             | Playoffs      |
| Type de statistique        | Record           | Adversaire                  | Date             | Record   | Adversaire           | Date          |
| -------------------------- | ---------------- | --------------------------- | ---------------- | -------- | -------------------- | ------------- |
| Points                     | 12               | @ Timberwolves du Minnesota | 20 décembre 2003 | 1        | @ Nets du New Jersey | 22 avril 2002 |
| Paniers marqués            | 5                | @ Timberwolves du Minnesota | 20 décembre 2003 | -        | -                    | -             |
| Paniers tentés             | 11               | @ Timberwolves du Minnesota | 20 décembre 2003 | 2        | @ Nets du New Jersey | 22 avril 2002 |
| Paniers à 3 points réussis | 2                | 2 fois                      | 2 fois           | -        | -                    | -             |
| Paniers à 3 points tentés  | 4                | 2 fois                      | 2 fois           | -        | -                    | -             |
| Lancers francs réussis     | 2                | 4 fois                      | 4 fois           | 1        | @ Nets du New Jersey | 22 avril 2002 |
| Lancers francs tentés      | 4                | 2 fois                      | 2 fois           | 2        | @ Nets du New Jersey | 22 avril 2002 |
| Rebonds offensifs          | 2                | 4 fois                      | 4 fois           | 2        | @ Nets du New Jersey | 22 avril 2002 |
| Rebonds défensifs          | 5                | Hawks d'Atlanta             | 23 novembre 2004 | 1        | 2 fois               | 2 fois        |
| Rebonds totaux             | 5                | Hawks d'Atlanta             | 23 novembre 2004 | 3        | @ Nets du New Jersey | 22 avril 2002 |
| Passes décisives           | 5                | Bucks de Milwaukee          | 28 février 2003  | 1        | @ Nets du New Jersey | 22 avril 2002 |
| Interceptions              | 2                | 2 fois                      | 2 fois           | -        | -                    | -             |
| Contres                    | 1                | 2 fois                      | 2 fois           | -        | -                    | -             |
| Balles perdues             | 4                | Wizards de Washington       | 9 décembre 2003  | 1        | Nets du New Jersey   | 30 avril 2002 |
| Minutes jouées             | 28               | @ Kings de Sacramento       | 7 décembre 2003  | 4        | @ Nets du New Jersey | 22 avril 2002 |

- Double-double : 0
- Triple-double : 0